# Cesônio Basso
Cesônio Basso (em latim: Caesonius Bassus) foi um oficial do século IV, ativo no reinado dos imperadores Constantino (r. 306–337) e Licínio (r. 308–324). Em 317, foi cônsul posterior com Ovínio Galicano; foram reconhecidos cônsules no Egito em 8 de janeiro, mas no Ocidente apenas em 17 de fevereiro. Cesônio talvez era filho de Lúcio Cesônio Ovínio Mânlio Rufiniano Basso, cônsul em 285.